# Klassval
Klassval skiljer sig från proportionella val genom att deras intressegrupper inte bildas efter valmännens fria skön, utan är förutbestämda genom lag. Ett huvudskäl som åberopats för klassval är viljan att undvika klassförtryck.
Med avseende på politiska och kommunala representantval har två motsatta grundåskådningar framträtt. Enligt den ena uppfattas valmanskåren som en odifferentierad massa av blott individer och valet avser att skaffa de individuella viljorna i förhållande till deras antal inflytande på statens eller kommunens angelägenheter. Enligt den andra bör valet bereda inflytande åt de sociala gruppbildningar, som finns inom varje folk, i förhållande till deras betydelse för samhällslivet. 
Konsekvenser av den förra åskådningen är samfällda och på lika rösträtt grundade val. Ett av de sätt, varpå man sökt tillgodose den senare åskådningens krav, är, att varje social grupp väljer för sig med rösttal, som motsvarar ej så mycket dess numeriska styrka som dess sociala betydelse. Detta är klassval i vidsträckt mening. På sådana var Europas under medeltiden uppkomna ståndsriksdagar och lantdagar grundade, dock med den inskränkningen, att i vissa fall representationsrätten ej berodde på val, utan på självskrivenhet, till exempel inom adelsståndet. Stånden uppfattades dock ofta mera som värnare av privata intressen än som organ för allmänna, och dessutom kom i nyare tid de europeiska folkens sociala struktur ej att motsvara ståndsindelningen. Båda dessa orsaker medförde ståndsrepresentationens förfall. 
Vad som nu i stället för ståndsindelningen blivit uttryck för den sociala differentieringen, är klasser i inskränkt eller modern mening. Det har därför legat nära till hands för anhängarna av den senare av de nämnda åskådningarna att söka få ståndsvalen återupplivade under form av moderna klassval -
klassval i inskränkt mening. Härvid har emellertid den svårigheten mött, att klasserna ej har samma fasta avgränsning som stånden, och att dessutom olika klassindelningar framträtt. Den grund för klassval, som vanligast tillgripits, är förmögenhetens olika fördelning, men ehuru denna sammanhänger med det betydelsefullaste slaget av klassbildning, är den dock ej själva upphovet därtill (som är det sociala arbetets differentiering), och förmögenhetsprincipen erbjuder därför som klassvalsgrund avsevärda brister. 
Det renaste och mest bekanta valsystemet efter förmögenhetsklasser var strax före parlamentarismens och den allmänna rösträttens genombrott det preussiska (för val till lantdagens Andra kammare och delvis för kommunala val), enligt vilket valmännen för elektorsval fördelas i tre klasser, av vilka var och en skall utgöra 1/3 av valkretsens hela skattesumma och väljer l/3 av de samfällt väljande elektorerna. I Rumänien valdes vid denna tid både den övre och nedre kammarens ledamöter direkt av särskilda väljarkollegier, vilkas sammansättning väsentligen berodde av valmännens förmögenhetsvillkor. I Österrike valdes till 1907 den nedre kammarens medlemmar av 5 klasser: 1) de större jordägarnas, 2) handels-
och industrikamrarnas, 3) stadsinvånarnas, 4) de mindre jordbrukarnas och 5) den allmänna valrättens klass, och österrikiska kronländernas lantdagar bildades ännu enligt en likartad ordning. Egentliga klassval har även i äldre tider förekommit, nämligen inom stånden. Så valdes klassvis prästeståndets representanter i den svenska riksdagen (av kyrkoherdar, komministrar och akademier), likaså Stockholms stads elektorer vid riksdagsmannaval och delvis även riksdagsmän (av handlande, hantverkare - kungl. förordn. av 23 augusti 1731 - och längre fram fabrikanter) samt i alla städer borgerskapets äldste, och Borgerskap samt Äldste). 
Under det att ståndens representanter i allmänhet bildade skilda avdelningar (varifrån det engelska underhuset och den ungerska ständertaffeln - underhuset - före 1848 utgjort märkliga undantag), har enligt regeln enhetliga församlingar framgått ur de egentliga klassvalen. - Svårigheterna att skapa ett rationellt klassvalsystem ha varit en av orsakerna till, att i allmänhet vid de moderna representationernas uppkomst de samfällda valens princip blivit gällande. Stundom kan dock klassval dölja sig bakom en sådan. Så var till exempel fallet med De Geerska representationsreformen av 1865, som genom att skilja stads- och landsvalkretsar från varandra och ge de förra ett relativt större antal representanter faktiskt uppdelade väljarna på två olika berättigade klasser: stadsbornas och lantbornas. Med uppenbart syfte att på denna grund åstadkomma ett klassvalsystem föreslogs - ehuru utan resultat - under de författningsstrider, som ledde till 1909 års rösträttsreform, att ej blott städer, utan även köpingar och större industrisamhällen på landet skulle vid val till Andra kammaren skiljas från landsbygden (jfr Rudolf Kjellén: "Representationsproblemet" i tidskriften "Nya Sverige", 1907). Meningen därmed var att organisera industriarbetarna och de mindre jordbrukarna som två i huvudsak skilda väljarklasser. 
Under skenet av allmän och lika rösträtt hade 1907 års österrikiska reform av valsättet till riksdagens ("riksrådets") Andra kammare givit olika politiskt inflytande åt de sociala klasser, som i Österrike berodde på nationella intressemotsatser. Detta åstadkoms i Mähren på det radikala sättet, att de tyska och de tjeckiska valmännen fördelats på tyska och tjeckiska valkorporationer inom samma eller varandras delvis skärande territoriella områden och i de andra kronländerna genom en sådan territoriell valkretsindelning, att varje valkrets kommit att så mycket som möjligt ha nationellt likartad befolkning, varvid valkretsarna till förmån för vissa gynnade nationer erhållit relativt olika antal representanter. Svårigheten att fördela valmännen i organiska intressegrupper framkallade i Frankrike under det tidiga 1900-talet från anhängare av klassvalsystemet förslag, att själva valen skulle vara samfällda, men valmännen vara bundna vid kandidater, representerande de tre intressegrupperna: vetandets, kapitalets och arbetets.